# Томас Шелбі
Томас Майкл Шелбі — головний персонаж серіалу Гострі Картузи.
Лідер злочинного угруповання «Гострі картузи з Бірмінгема», голова сім'ї Шелбі. Учасник Першої світової війни. Колишній британський солдат, в його військовому послужному списку говориться, що він хоробро бився в битві при Вердені і битві при Соммі. Його дії в Монсі врятували тисячі союзницьких життів, за що він отримав почесні медалі після війни, в тому числі медаль за відвагу.

## Стислий опис
Томас зіграв важливу роль у формуванні сімейного бізнесу. З нелегальних ставок на перегони, він перетворив букмекерську контору в легальне Підприємство братів Шелбі. В історії їх сім'ї, це перший легальний бізнес.
Другий сезон серіалу показав, що Підприємство братів Шелбі заробляє більше 100 фунтів в день. Томас розширює компанію на південь Лондона, а також відправляє туди ящики з автомобільними запчастинами, здебільшого карбюраторами (з прихованими пляшками односолодового шотландського віскі всередині — ці пляшки потім продаються в Північній Америці, щоб приносити прибуток компанії).
У третьому сезоні показано, що завдяки діям Томаса і його сім'ї за останні кілька років компанія стала ще більш успішною, ніж раніше, оскільки вона продовжує розширюватися і рости. Так само її зростанню сприяють гроші, надані Уїнстоном Черчиллем. Джон Шелбі провокує конфлікт між «Гострими картузами» та італійцями. Перш ніж відправитися на зустріч з князем, Томас Шелбі ретельно шукає про нього інформацію. Портретист Олівер запрошує Поллі до себе у майстерню. Хьюз вдається до нових загроз, щоб змусити Томаса Шелбі грати за своїми правилами. Томас Шелбі перебуває в депресії. Врешті-решт він вирішує повернутися до роботи і дає братам завдання, яке їх бентежить, а сам вирушає з сином в Уельс. «Гострі картузи» готують масштабну операцію, але щоб підстрахуватися, Томасу необхідно вирахувати інформатора, який може йому завадити. Король Бірмінгемських гангстерів знову наносить візит представникам аристократії. Томас ділиться грандіозними планами з братами і найближчими помічниками. Проте жіноча половина бандитського сімейства Шелбі, не бажаючи залишатися в невіданні, заявляє голові клану свій протест. Томас намагається дізнатися у княжни Тетяни більше інформації. Хьюз і Джарвіс завдає ще одного удару. Оговтавшись після побиття, Томас Шелбі розробляє план пограбування російських аристократів і план помсти кривдникам — Хьюзу і Джарвісу, і присвячує в них членів своєї сім'ї. Однак для здійснення задуманого банді Шелбі необхідно заручитися підтримкою давнього суперника. Разом з Артуром і Джоном Томас йде в Хемптон-Корт на розвідку, а тітка Поллі — на побачення. Під час урочистого відкриття притулку для сиріт імені Грейс Шелбі зловмисники викрадають сина Томаса — Чарлі. Хьюз висуває нові вимоги в обмін на життя дитини. Томас в розпачі: риття підкопу затримується, братів змушують вбити ні в чому не винних людей, а в рядах «Гострих картузів» є зрадник.
Четвертий сезон розпочинається тим, що сімейство Шелбі заарештовують, і всіх їх чекає повішення. Томасу доводиться постаратися, щоб вчасно витягнути рідних із зашморгу. Рік по тому, в переддень Різдва, незважаючи на вмовляння, Томмі не планує зустрічатися з членами сім'ї навіть заради власного сина. Однак послання від італійської мафії, яка бажає вирізати всіх з прізвищем Шелбі, вносить корективи в плани глави клану. Він оголошує екстрені збори родичів з метою захистити їх від вже прибулих в місто кілерів. Трагедія, що сталася стає потрясінням для всіх Шелбі, проте рішення Томаса найняти людей Голда для захисту сім'ї не викликає ентузіазму у інших. Найбільше переживає через те, що сталося Поллі і вона вирішує захистити вцілілого сина від можливого повторення небезпечної ситуації. Томас тим часом використовує близьких як приманку для вендети, знаходить спосіб виконати таємне бажання Аберами Голда, а також зустрічається зі своїм противником лицем до лиця і домовляється про правила майбутньої війни. Поллі стараннями Томмі знову займає місце скарбничого. Неофіційною, але головною темою зборів Шелбі стає обговорення вендети проти Луки Чангретте і його людей. Незважаючи на відсутність Артура, Томас проводить голосування на користь залучення людей Голда для розправи над італійцями. Самого Артура чекає насичений день, що дозволяє чоловікові задовольнити відразу кілька потреб. Томас же, дізнавшись про події з братом, вирішує перевірити ще одне можливе джерело інформації про ворога, в той час як Поллі починає власну гру проти невгодних їй людей. Італійці вирішують використовувати жінку, чий син загинув з вини Артура, як приманку. Незважаючи на старання Томаса, Лука обходить його, передаючи одному з Шелбі послання. Дізнавшись про повідомлення, Поллі робить свій хід, в той час як Томас продовжує просувати сина Голда, паралельно намагаючись підготувати новий бізнес до запуску. Тим часом в місто прибуває Мей Карлтон, і це змушує Томаса шукати спосіб утримати її біля себе. Ада передає Іден послання від брата, запрошуючи її на приватну зустріч з ним заради взаємовигідної угоди.
Прем'єра п'ятого сезону — 2019 рік. Для Томмі і компанії настають непрості часи. Наслідки краху Уолл-Стріт в 1929-м загрожують завдати непоправної шкоди законному бізнесу банди. У той же час Томмі намагається зробити політичну кар'єру в стилі «людини з народу», не помічаючи проблему, що зачаїлася в родині Шелбі. У сімейства Шелбі з'являється новий ворог. Тиск з двох сторін викликає у Томмі напади параної, і герой підозрює, що у сім'ї може бути кілька зрадників. Майкл привозить до міста свою нову дружину, а Ліззі готова здивувати рідних рішучими діями. Артуру доводиться стримувати монстра всередині себе, а ось Томмі самоконтроль дається все гірше. Лінда, Ліззі і Джина діляться своїми історіями дружин гангстерів і приходять до різних висновків. У Томмі з'являється новий план по знищенню Мослі, але в той же час герою доведеться боротися з хлопцем Біллі. Томмі чекає біля води у дворі Чарлі зустрічі з небезпечним супротивником, проте, незважаючи на старі образи, в результаті все закінчується перемир'ям. Пізніше в закритій кімнаті в пабі «Гарнізон» чоловік збирає членів банди, але обговорення перериває таємничий незнайомець, який приніс якесь повідомлення. Насувається буря, і здається, що тільки Томмі Шелбі здатний встояти в такій ситуації. Герой будує новий план і залучає до роботи колишнього солдата Барні. У сера Освальда Мослі з'являється шанс пояснити оточуючим свій світогляд. Погано контролюючий себе Артур знову потрапляє в неприємності. Новини про діяльність Томмі дійшли до Уїнстона Черчилля. На сімейній зустрічі Томмі розповідає про свої плани на Мослі, який відбудеться на мітингу, очолюваний сером Освальдом. Томмі здивований іншою стратегією, що виходить звідки не чекали. Але у Томмі є свої секрети, які потрібно розкрити. 